# FileHippo
FileHippoとはオープンソース、フリーウェア、シェアウェアのWindows用ソフトウェアをダウンロードできるウェブサイトである。ユーザーによるファイルのアップロードは承認していない。またFileHippo Update Checkerというユーザーのコンピュータをスキャンして、インストールしているソフトウェアの中に更新が必要なのがあった場合に最新版のリンクを表示する無料のソフトウェアを提供している。
クアントキャストによればFileHippoは毎月アメリカ合衆国から300万アクセスが有り、アレクサ・インターネットでもFileHippoを全世界のウェブサイトにおけるアクセス数の多いウェブサイトの700位以内に入っている。